# Gergely Olosz
Gergely Olosz (n. 30 septembrie 1976, Sfântu Gheorghe, Covasna, România) este un politician de etnie maghiară din România, membru al Parlamentului României. În legislatura 2004-2008, Gergely Olosz a fost validat pe data de 8 octombrie 2008, când l-a înlocuit pe deputatul Árpád-András Antal. În legislatura 2008-2012,  
deputatul Árpád-András Antal a fost membru în grupurile parlamentare de prietenie cu Marele Ducat de Luxemburg, Republica Cehă și India. În legislatura 2012-2016, Gergely Olosz a fost ales senator pe listele UDMR, a fost membru în grupurile parlamentare de prietenie cu Republica Cehă și Regatul Thailanda iar pe data de 13 mai 2013 a demisionat. 

## Condamnare penală
Olosz Gergely a fost condamnat definitiv la 3 ani de închisoare cu executare pentru trafic de influență, în 2018. După condamnarea sa Gergely Olosz a fugit în Ungaria, unde a fost lăsat liber de autoritățile ungare.